# 威爾斯
威尔士（威爾斯語：〔發音：[ˈkəm.rɨ] ⓘ〕；英語：〔英語發音：/weɪlz/〕），位于大不列顛島西南部，为英國的構成國之一，东界英格蘭，西临圣乔治海峡，南面布里斯托尔湾，北靠爱尔兰海，首府和最大城市為卡地夫，卡地夫市區官方人口數據包括了其建成區和卡迪夫灣周圍的珀纳斯和迪纳斯波伊斯以及塔夫河上游的卡菲利和龐特普里斯。卡地夫紐波特都會圈是威爾士最大的都會圈。

## 简史
威尔士發現的最早的人類遺骸是距今二十三萬年尼安德塔人的顎骨，發現於北威爾士埃爾威河谷邦特纽维德旧石器时代晚期遗址。威爾士的凱爾特人在羅馬帝國時期曾被羅馬人統治，但並未被盎格魯薩克遜人征服過。在中世紀時，威爾士曾有眾多凱爾特系小部族國家。威爾士人長期以來都對外來侵略進行頑強抵抗。1216年，威爾士公國初步形成。1282年後，威爾士被置入英格蘭的支配之下。
1536年，威爾士和英格蘭簽署《英威聯合法案》，威爾斯自此正式和英格蘭統合。威爾士雖然和英格蘭統合，但始终有很多威爾士人不认为自己是英格兰人。1997年，威爾士通過國民投票決定設立自己的議會。

## 地理

威爾斯地圖

威爾斯在大不列顛島的西南部，由半島和近海島嶼組成，最大島是安格爾西島，威爾斯東面與英格蘭為邊界，另外三面環海：西臨聖喬治海峽與卡迪根灣，南面布里斯托爾灣，北靠愛爾蘭海。全長274公里，寬97公里，總面積2萬0,779平方公里。擁有超過1,200公里長的海岸線。
威爾斯是多山地形，主要分布在三個區域：西北的斯諾登尼亞地區、威爾斯中部的坎布里安山脉、南部的布雷肯。威爾斯山區是過去的冰河時期所形成的特殊地形。斯諾登尼亞地區的斯諾登山是威尔士的最高峰，海拔1,085米（3,560英呎），相對高度1,038米，也是英國第三高山，不列顛群島第四高山。
英國最長的河流塞文河源自威爾斯的坎布里安山脈。

### 人口
截止2019年，威尔士人口为3,152,879。

## 政治

### 行政區劃
- 1965年，當時有13郡：

|  | 1. 蒙茅斯郡（格温特） 2. 格拉摩根郡 3. 卡馬森郡 4. 彭布魯克郡 5. 卡迪根郡(Cardigan) 6. 布雷克諾克郡(Brecknock) 7. 雷德諾郡(Radnor) 8. 蒙哥馬利郡(Montgomery) 9. 丹比夫郡 10. 弗林特郡 11. 麥里昂斯郡(Merioneth) 12. 卡那封郡(Caernarfon) 13. 安格魯西郡 |

- 1974年，格拉摩根郡分為三郡，11郡合為4郡，格溫特郡不變；形成8郡：

|  | 1. 蒙茅斯郡（格温特郡） 2. 南格拉摩根郡(De Morgannwg) 3. 中格拉摩根郡(Morgannwg Ganol) 4. 西格拉摩根郡(Gorllewin Morgannwg) 5. 達費德郡 6. 波厄斯郡 7. 格溫內斯郡 8. 克盧伊德郡 |

- 目前分為22一元行政單位(Unitary Authorities)，其中包括郡(Counties)、城市郡(City and Cities *)、郡級自治市鎮(County Boroughs †)

| 順序 | 行政區名稱                        | 面積（km²） | 人口（2007） | 密度（人/km²） |
| ---- | --------------------------------- | ----------- | ------------ | -------------- |
| 1.   | 梅瑟蒂德菲爾(Merthyr Tydfil)†     | 111         | 55,600       | 501 / km²      |
| 2.   | 卡菲利(Caerphilly)†               | 278         | 171,800      | 618 / km²      |
| 3.   | 布莱諾格温特(Blaenau Gwent)†      | 109         | 69,200       | 635 / km²      |
| 4.   | 托爾芬(Torfaen)†                  | 126         | 91,100       | 723 / km²      |
| 5.   | 蒙茅斯郡(Monmouthshire)           | 850         | 88,200       | 104 / km²      |
| 6.   | 纽波特/新港(Newport)*             | 190         | 140,200      | 738 / km²      |
| 7.   | 卡地夫(Cardiff)*                  | 140         | 321,000      | 4,392 / km²    |
| 8.   | 格拉摩根谷(Vale of Glamorgan)†    | 335         | 124,000      | 370 / km²      |
| 9.   | 布里真德(Bridgend)†               | 246         | 133,900      | 544 / km²      |
| 10.  | 朗達卡農塔夫(Rhondda Cynon Taff)† | 424         | 233,700      | 551 / km²      |
| 11.  | 下塔爾波特港(Neath Port Talbot)†  | 442         | 137,400      | 331 / km²      |
| 12.  | 斯旺西(Swansea)*                  | 378         | 228,100      | 601 / km²      |
| 13.  | 卡馬森郡(Carmarthenshire)         | 2,395       | 179,500      | 75 / km²       |
| 14.  | 錫爾迪金(Ceredigion)              | 1,795       | 77,800       | 43 / km²       |
| 15.  | 波厄斯(Powys)                     | 5,196       | 132,000      | 25 / km²       |
| 16.  | 域斯咸(Wrexham)†                  | 498         | 131,900      | 265 / km²      |
| 17.  | 弗林特郡(Flintshire)              | 438         | 150,500      | 344 / km²      |
| 18.  | 登比郡(Denbighshire)              | 844         | 97,000       | 115 / km²      |
| 19.  | 康威(Conwy)†                      | 1,130       | 111,700      | 99 / km²       |
| 20.  | 格温內斯(Gwynedd)                 | 2,548       | 118,400      | 46 / km²       |
| 21.  | 安格尔西岛(Isle of Anglesey)      | 714         | 69,000       | 97 / km²       |
| 22.  | 彭布魯克郡(Pembrokeshire)         | 1,590       | 117,900      | 74 / km²       |

## 經濟
在過去的250年裡，威爾士首先從一個以農業為主的國家轉變為工業化國家，現在又是一個後工業化經濟體。
威尔士拥有比较优越商业环境，其一定程度上先进的科技与现代的技术蕴藏着商机。一项调查数据（2015年）显示，威尔士制造业的生产力比全不列颠岛的平均数字高出大约8.6%，仅次于英格兰的政府特区。
虽然，经过第一次工业革命以来长达几世纪的发展，威尔士经济结构经历了数次重大的产业调整。在服务业逐渐成为主导产业的同时，威尔士还保留着农业和高技术制造业等核心产业，并形成了一定的国际竞争优势。为了突破产业结构的特点，进一步优化产业机构，提高竞争力。威尔士对海外企业家投资的产业领域也有一定的规定，主要鼓励投资的行业为软件和硬件的开发和制造、通讯装备开发和制造、微处理器和微型芯片研发和制造业、消费电子产品开发和制造业、高科技制造业、生物技术产业、航空和航天以及汽车制造业等。

## 文化
克魯斯琴是威爾斯最古老的傳統樂器之一。
中世紀威震歐洲的英格蘭長弓緣起於威爾斯，由威爾斯傳到整個英格蘭，變成英格蘭军队的主力武器。

### 語言
威爾斯語和英語是威爾斯的官方語言。根據2021年人口統計，威爾斯語的使用人口占了17.8%（53.8萬人）。當地的英語方言被稱為威爾斯英語。

### 体育
- 威爾斯足球代表隊
- 威爾士橄榄球隊

### 教育
- 威爾斯大學
- 南威尔士大学
- 卡迪夫大学
- 卡迪夫都會大學
- 阿伯里斯特威斯大學
- 班戈大学
- 斯旺西大学
- 雷克斯汉姆格林多大学

### 书村
英國人 Richard Booth 於1960 年代在威爾斯的城鎮海怡（Hay-on-Wye）前後開設 6 間書店，小鎮上有 10 萬本書的供應或流動，搖身一變成為全球二手書之都，吸引眾多書商。Booth 的成功，啟發世界各地掙扎求存的農村社區自我改造為書城或書村 (Book Town)，希望能吸引遊客，從而帶動他們的經濟。

### 相关邮票
2009年2月26日，联合王国皇家邮政发行大不列颠联合王国系列的第4组4枚邮票。这个系列以小全张的形式发行，每一枚小全张包含4枚邮票，其中三枚为新设计，一枚为已经发行的地方版普通邮票，而且这套邮票的发行日都定为当地的守护神日。这套威爾斯邮票的主题为威爾斯的守护神——圣大卫、威爾斯国旗、威爾斯国徽和在卡迪夫的国会大厦。这套邮票也是为了庆贺3月1日的威爾斯国庆日——圣大卫日。

## 媒體

### 廣播
- 電視
  - BBC威尔士，總部在首府卡迪夫
  - ITV威爾斯&西(ITV Wales & West)，總部在首府卡迪夫郊區
  - S4C，總部在首府卡迪夫，屬於第四頻道管理局 (1970年代前後，威爾斯曾出現保育威爾斯語運動，運動成功爭取政黨及政府著手保育威爾斯語，而1982 年正式成立威爾斯語公營電視台 S4C。[11])
- 電台
  - 英國廣播公司英語威爾斯(BBC Radio Wales)
  - BBC電台Cymru(BBC Radio Cymru)
  - 國家廣播電台(Nation Radio)
  - 錫爾迪電台(Radio Ceredigion)，設在亞伯里斯威斯
  - 斯溫西之音(Swansea Sound)，範圍在斯溫西及南威爾斯
  - 102.1斯溫西灣電台(102.1 Swansea Bay Radio)，設在尼斯
  - FM96.4
  - FM103.2 & 97.4（紅龍調頻）
  - 時事廣播(Real Radio (Wales))，在首府卡迪夫
  - 卡迪夫電台(Radio Cardiff)
  - 黃金電台(Goldradio)，在首府卡迪夫

### 報紙
- 西部郵報（英语：Western Mail (Wales)）
- 南威爾斯晚間郵報（英语：South Wales Evening Post）
- 南威爾斯阿古斯日報（英语：South Wales Argus）

## 交通

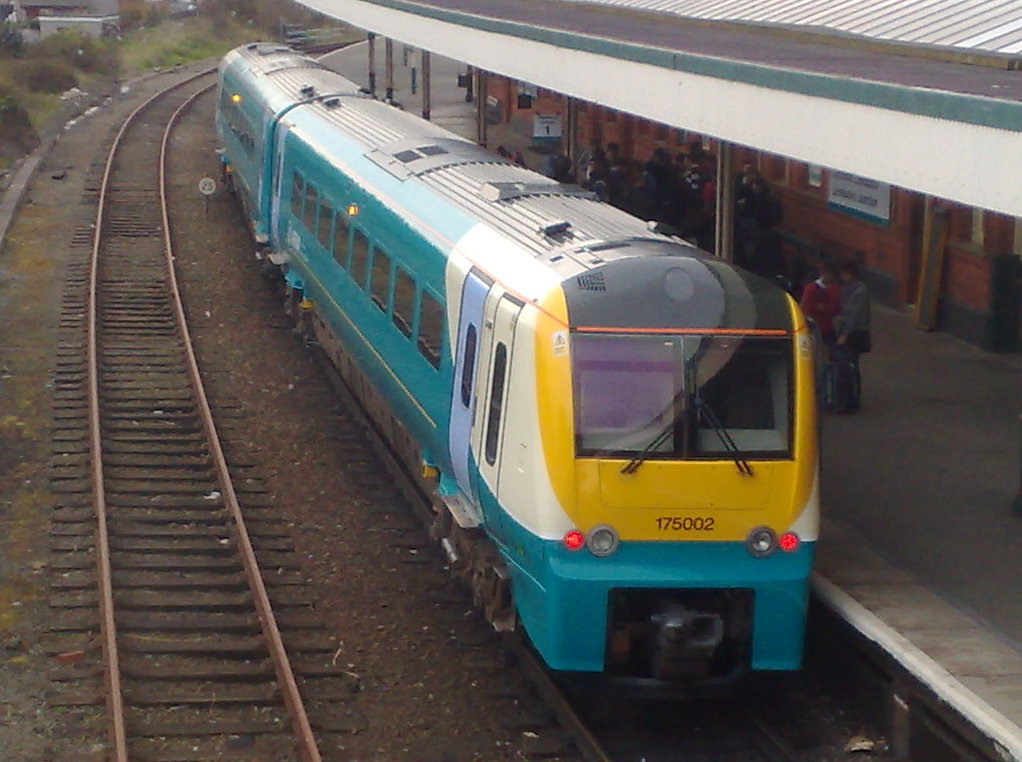
Arriva威尔士铁路的一辆列车

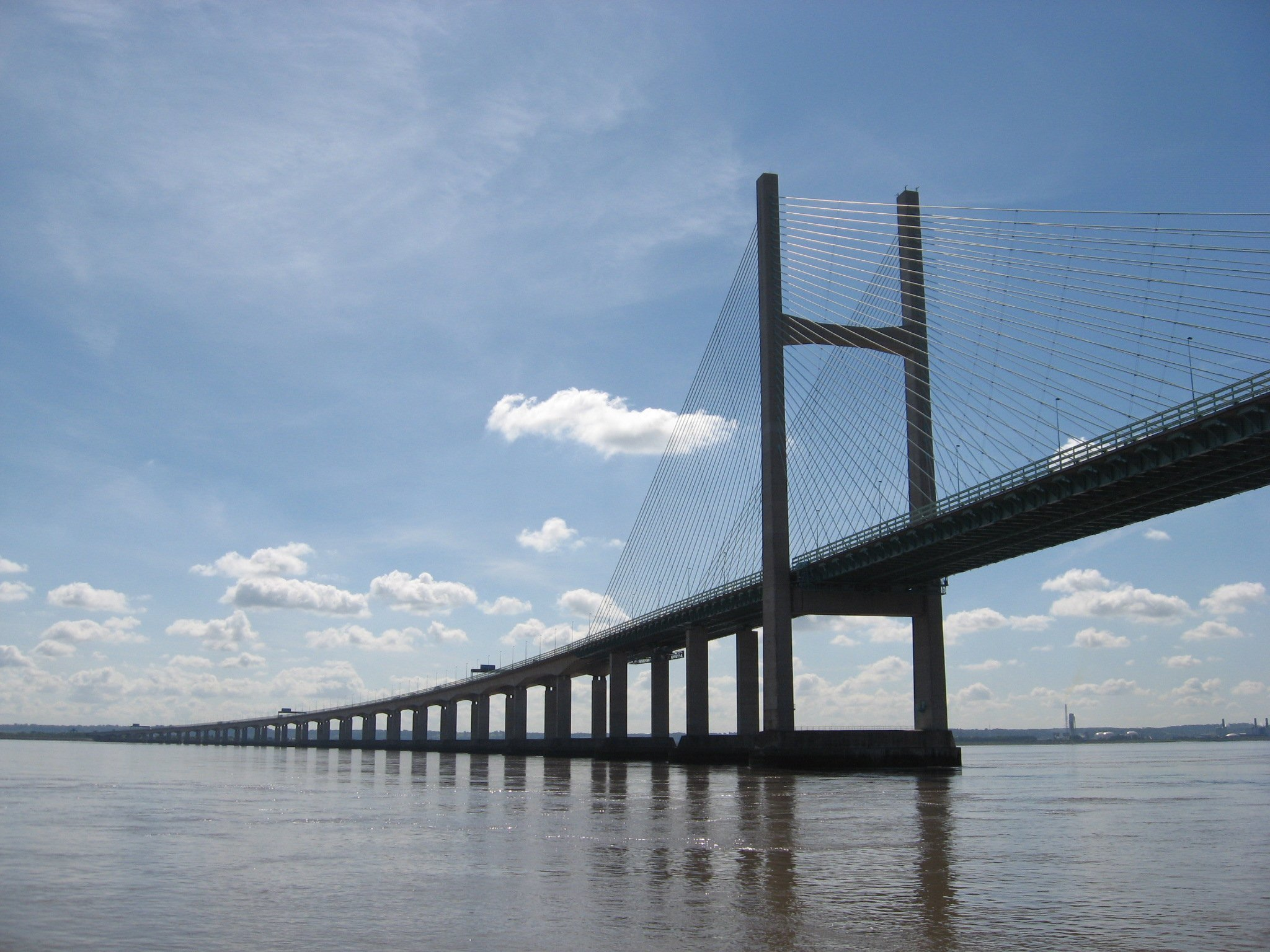
从英格兰到威尔士的第二塞文河大桥

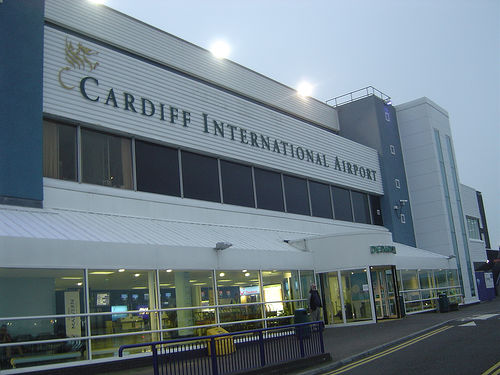
卡迪夫機場的航站楼

### 鐵路
- 北威爾斯海岸線
- 南威爾斯主幹線（英语：South Wales Main Line）
  - Ebbw谷地線（英语：Ebbw Valley Line） - 屬於南威爾斯主幹線的支線。
- 谷地-卡迪夫系統線（英语：Valleys & Cardiff Local Routes） - 卡迪夫至南威爾斯谷地各城鎮的城市軌道，共有8條主線，2條周邊路線。
- 泰爾依鐵道 - 歷史鐵道。

### 公路
- 高速公路，大部分在南威爾斯：
  - M4高速公路：東-西向，由威尔士卡馬森郡至英格蘭倫敦，全長305公里，威爾斯境內約133公里，有27個匝道路口。
  - M48高速公路（英语：M48 motorway）︰東-西向，由威尔士蒙茅斯郡至英格蘭格洛斯特郡南，全長19.3公里。
  - A48（M）高速公路（英语：A48(M) motorway）︰東-西向，由威尔士卡迪夫經紐波特（新港）最後至St Mellons，全長3.2公里，這也是唯一一條完全在威爾斯的高速公路。
- 主要道路：
  - A5快速道路（英语：A5 road (Great Britain)）︰東南-西北向，由英格蘭西敏至北威爾斯安格爾西島。
  - A55快速道路（英语：A55 road）（又稱北威爾斯高速公路）︰東-西向，由英格蘭切斯特至北威爾斯安格爾西島，全長141公里。
  - A470道（英语：A470 road）（通稱元首山谷道）︰南-北向，由南威爾斯卡地夫灣至北威爾斯康威的蘭迪德諾，全長299公里。
  - A465道（英语：A465 road）︰東-西向，由南威爾斯下塔爾波特港的Llandarcy至英格蘭赫里福德郡的Bromyard，全長66公里。
  - A494道（英语：A494 road）︰南-北向，由弗林特郡的Queensferry至圭內德的多爾蓋萊，全長58公里，皆在北威爾斯。

### 機場
威爾斯擁有兩座客运機場，一南一北；南部為卡地夫國際機場，是威爾斯唯一的國際機場，有四分之三的旅客經由此機場從威爾斯往返世界各地；北部為安格爾西島機場，為英國國內線的機場，規模與市場較小。

### 港口
在威爾斯，米爾福德港(Milford Haven)是石油產品的主要運輸港口；新港（紐波特）為鋼鐵運輸最繁忙的港口；塔爾伯特港(Port Talbot)則是礦石的運輸港口，運礦噸量在英國排名第三。以下為威爾斯各港口依2005年的港口吞吐量所佔的比例：
- 米爾福德港- 63.7%
- 塔爾伯特港- 14.5%
- 霍利黑德- 7%
- 新港- 6.7%
- 卡迪夫- 4.2%
- 斯旺西- 1.2%
- 菲什加德- 0.9%
- 巴里- 0.8%
- 尼思- 0.7%
- Mostyn - 0.3%

## 建筑

### 哈勒赫城堡
哈勒赫城堡在1986年就入选世界遗产名录，它是在爱德华一世（1272-1307）统治期间修建的一系列的城堡之一，作为威爾斯最著名的城堡之一，哈勒赫城堡也是一处历史悠久的名胜古迹。在爱德华一世的第二次战役中，哈勒赫城堡应运而生。它是围绕在斯诺多尼亚海岸边缘上的铁环城堡中的一部分。该铁环是用来避免该地区再次成为叛乱的集中地而建造的，它还是一个永久性的防御工地。在威尔士要塞城堡亚贝雷被攻克后，在1283年4月，爱德华国王的力量达到了哈勒赫，几乎在同时建筑工程也就开始了。

### 国家图书馆
威爾士国家图书馆是威尔士最大的图书馆，位于阿伯里斯特威斯。它藏有威爾斯境内出版的每一本书籍。

## 外部連結
- Wales - World Nation （页面存档备份，存于）（中文）
- WWW.XZQH（行政区划）威尔士网页（中文）
- National Assembly for Wales
- Welsh Icons - About Wales and all things Welsh（页面存档备份，存于）
- Myths of British ancestory（页面存档备份，存于）
- BBC Wales（页面存档备份，存于）
- https://web.archive.org/web/20070620231938/http://www.llywelyn.co.uk/
- WalesCymru.com （页面存档备份，存于）
- 100 Welsh Heroes
- Wales Council for Voluntary Action（页面存档备份，存于）
- Gathering the Jewels - Welsh Heritage and Culture
- The castles and history of Wales （页面存档备份，存于）
- The medieval history of Wales （页面存档备份，存于）
- What's on Wales